# Koutougou (Burkina Faso)
Koutougou ist sowohl eine Gemeinde (französisch commune rurale) als auch ein dasselbe Gebiet umfassendes Departement im westafrikanischen Staat Burkina Faso in der Region Sahel und der Provinz Soum. Die Gemeinde hat 18.719 Einwohner.